# UTC+4
| Verde scuro | Fuso orario di Kaliningrad (UTC+2).    |
| Rosso       | Fuso orario di Mosca (UTC+3).          |
| Celeste     | Fuso orario di Samara (UTC+4).         |
| Giallo      | Fuso orario di Ekaterinburg (UTC+5).   |
| Ciano       | Fuso orario di Omsk (UTC+6).           |
| Pistacchio  | Fuso orario di Krasnojarsk (UTC+7).    |
| Viola       | Fuso orario di Irkutsk (UTC+8).        |
| Blu         | Fuso orario di Jakutsk (UTC+9).        |
| Verde       | Fuso orario di Vladivostok (UTC+10).   |
| Albicocca   | Fuso orario di Srednekolymsk (UTC+11). |
| Rosso scuro | Fuso orario della Kamčatka (UTC+12).   |

UTC+4 è un fuso orario, in anticipo di 4 ore sull'UTC.
Un tempo era chiamato Ora degli Urali dal nome dell'importante catena montuosa per il quale questo fuso rappresenterebbe l'ora naturale.

## Zone
È utilizzato nei seguenti territori:
- Armenia
- Azerbaigian
- Emirati Arabi Uniti
- Georgia
- Mauritius
- Oman
- Russia (Fuso orario di Samara):
- Circondario federale meridionale:
  -     - Oblast' di Astrachan'
    - Oblast' di Volgograd

  - Circondario federale del Volga:
    -  Udmurtia
    - Oblast' di Samara
    - Oblast' di Saratov
    - Oblast' di Ul'janovsk
- Seychelles
- Isole dell'Oceano Indiano della  Francia:
  - Réunion
  - Isole Crozet (presidio)
  - Isole Gloriose (disabitate)
  - Isola Tromelin (disabitata)

Tra questi paesi le tre repubbliche caucasiche della Georgia, dell'Armenia e dell'Azerbaigian, essendo attraversate dal 45º meridiano, adottano questo fuso orario come una forma di ora legale permanente.

## Geografia
In teoria UTC+4 concerne una zona del globo compresa tra 52,5° e 67,5° E e l'ora inizialmente utilizzata corrispondeva all'ora solare media del 60º meridiano est, riferimento integrato nel UTC nel 1972. Per ragioni pratiche, i paesi in questo fuso orario coprono un'area molto più estesa.

## Storia
La Georgia è passata da UTC+4 a UTC+3 il 27 giugno 2004 ed è ritornata a UTC+4 il 27 marzo 2005.